# Corynne Charby
Corynne Charbit, meglio nota come  Corynne Charby (Parigi, 12 luglio 1960), è una cantante e attrice francese.

## Biografia
Alla fine degli anni '70 ha intrapreso la carriera di modella, apparendo in riviste come Elle e Lui. Nel 1981 ha esordito come attrice, come protagonista femminile della commedia La capra. Nel 1984 ha adottato lo pseudonimo Corynne Charby e ha inciso il primo singolo, À cause de toi, scritto per lei da Didier Barbelivien. Ha avuto grande successo tra il 1986 e il 1987, con i singoli Boule de flipper (brano scritto da Christophe), e Pile ou face. I singoli sono arrivati rispettivamente al diciassettesimo e al quinto posto della hit parade. Nel 1987 si è sposata e ritirata dal mondo dello spettacolo.

## Discografia

### Album
- 1984 : Ma génération (Polydor)
- 1987 : Toi (Polydor)

### Raccolte
- 2001 : Greatest Hits
- 2003 : Boule de flipper
- 2011 : Référence 80

### Singoli
- 1984 : À cause de toi
- 1984 : Ma génération
- 1985 : J't'oublie pas
- 1986 : Boule de flipper
- 1987 : Pile ou face
- 1987 : Pas vu, pas pris
- 1987 : Elle sortait tard le soir
- 1987 : Même

## Filmografia
- La capra (La chèvre), regia di Francis Veber (1981)

- Plus beau que moi, tu meurs, regia di Philippe Clair (1982)
- Rebelote, regia di Jacques Richard (1984)
- Uno scomodo detective (Un été d'enfer), regia di Michael Schock (1984)